# Mieczysław Reder
Mieczysław Wojciech Reder (ur. 24 kwietnia 1913 w folwarku Woźniki, pow. siedlecki, zm. 14 sierpnia 1991 we Włocławku) – polski nauczyciel i rzeźbiarz, uczestnik kampanii wrześniowej.

## Młodość i edukacja
Był najmłodszym synem mleczarza Juliana Redera (zm. 1913) i Kamili z Mioduszewskich. Od strony ojca miał korzenie holenderskie. 
W latach 1929–1934 studiował na Wydziale Architektury Wnętrz Państwowej Szkoły Sztuk Zdobniczych w Poznaniu. Od 18 września 1934 r. do 1 października 1935 r. pełnił służbę w Szkole Podchorążych Rezerwy Piechoty w Zambrowie. Po jej ukończeniu został mianowany kapralem podchorążym rezerwy piechoty 68 Pułku Piechoty we Wrześni. Po odejściu z wojska, w latach 1937–1939 kształcił się w Państwowym Instytucie Robót Ręcznych w Warszawie.

## Wojna i służba wojskowa
Podczas kampanii wrześniowej zgłosił się do wojska w Żychlinie. Tam został przydzielony do Armii „Poznań”. Stacjonował w miejscowości Stare Budy. Oddział, do którego należał Mieczysław Reder dostał się do niewoli. On sam zbiegł podczas transportu do obozu jenieckiego. Przez kolejne dwa lata ukrywał się u krewnych w okolicach Konina. W 1942 r. został robotnikiem przymusowym jako pomocnik warsztatowy w parowozowni w Koninie.
Od 25 maja do 30 września 1945 r. służył jako kapral, dowódca plutonu w 34 Pułku Piechoty, który stacjonował nad Nysą Łużycką, a później w Bieszczadach.

## Nauczyciel we Włocławku

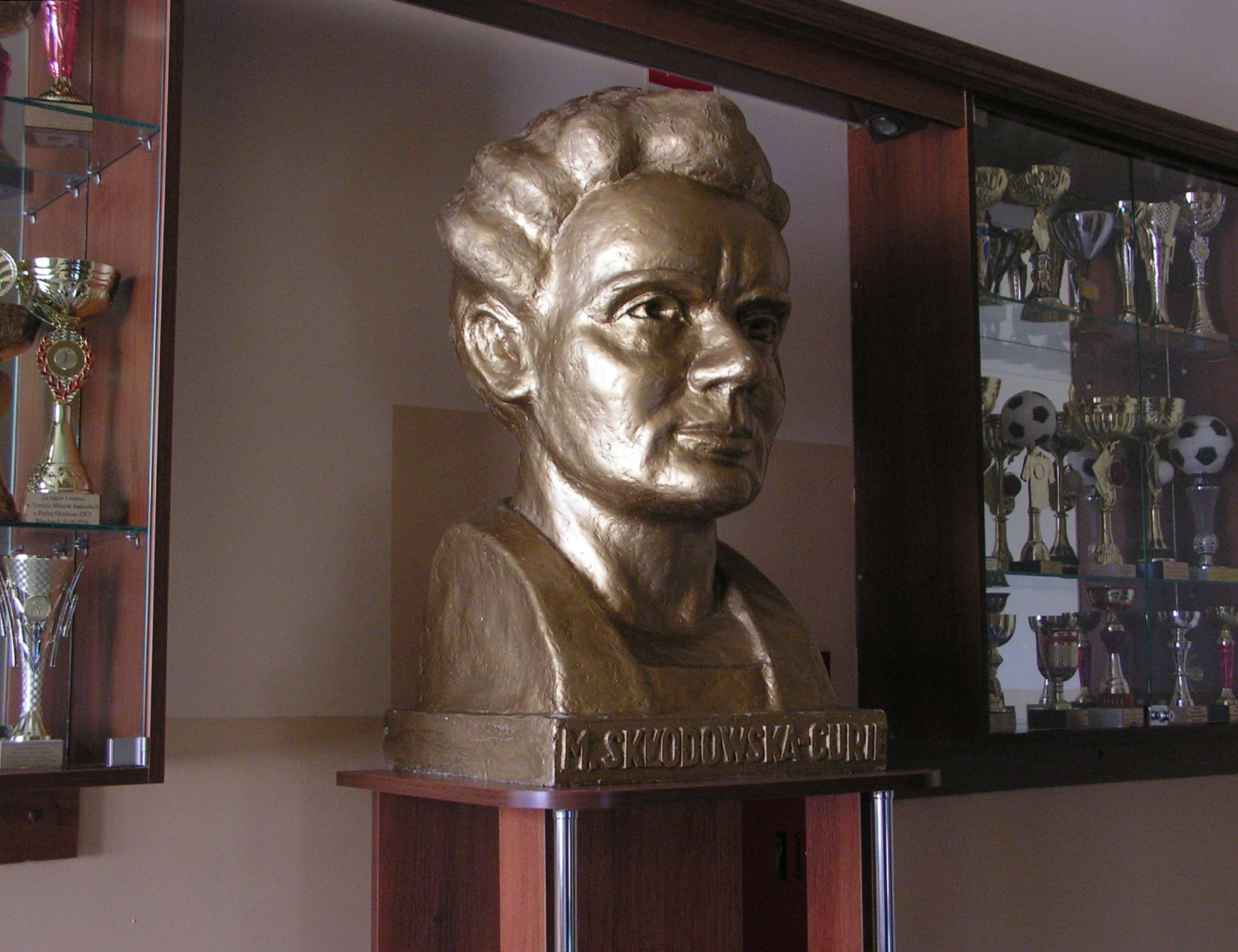
Popiersie Marii Skłodowskiej-Curie autorstwa Mieczysława Redera

W grudniu 1945 r. zamieszkał we Włocławku, przy ul. Łęgskiej 48 (budynek obecnie nie istnieje). We wrześniu 1946 r. rozpoczął pracę jako nauczyciel rysunku i robót ręcznych w Liceum i Gimnazjum Męskim im. Ziemi Kujawskiej. 1 lipca 1950 r. został mianowany nauczycielem zawodowym w Państwowej Szkole Ogólnokształcącej im. Ziemi Kujawskiej.
Od 24 września do 17 października 1951 r. odbywał służbę wojskową w Ośrodku Wyszkolenia Oficerów Rezerwy nr 2.
1 września 1953 r. na własną prośbę został przeniesiony do Technikum Papierniczego Ministerstwa Przemysłu Drzewnego i Papierniczego we Włocławku, przemianowanego później na Technikum Celulozowo-Papiernicze, a w 1960 r. na Zespół Szkół Chemicznych. Został nauczycielem rysunku, a także wychowawcą i opiekunem świetlicy. Później zaczął uczył także rysunku technicznego, maszynoznawstwa i fotografii. We wrześniu 1955 r. zatrudnił się dodatkowo jako nauczyciel konsultant w Wydziale Zaocznym tej szkoły. W 1973 r. przeszedł na emeryturę, mimo to pozostał nauczycielem w Zespole Szkół Chemicznym do 1990 r. Od 1 stycznia 1983 r. do 1990 r. uczył także w Studium Nauczycielskim we Włocławku.
Mieczysław Reder interesował się sztuką, fotografią i podróżami. Swoje pasje wykorzystywał w wykonywanej pracy. Tworzył stałe i okazjonalne dekoracje w gmachu Zespołu Szkół Chemicznych. Utworzył w szkole pracownię rzeźbiarską, w której chętnie przebywał także w czasie wolnym od zajęć. Wykonywał w niej medaliony, popiersia i plakiety portretowe, przedstawiające postacie historyczne. Uwieczniał również swoich uczniów i uczennice. Wiele z nich oddawał im później w prezencie. Reder posługiwał się przede wszystkim techniką gipsowego i patynowego odlewu oraz masą celulozową. Swoje prace tworzył na podstawie obserwacji żywego modelu jak i fotografii. Jako artysta, Reder nigdy nie przyłączył się do żadnej z działających we Włocławku grup twórczych, nie brał także udziału w wystawach sztuki ani nie prowadził sprzedaży swoich dzieł. Kolekcja Mieczysława Redera była prezentowana w gmachu Zespołu Szkół Chemicznych do połowy lat 90. XX wieku. Obecnie pozostawiono z niej popiersie patronki szkoły Marii Skłodowoskiej-Curie i fragment galerii rzeźb absolwentów.
Począwszy od lat 50., wspólnie z żoną odbył szereg podróży po świecie. Rederowie zwiedzili kolejno: Jugosławię, Rumunię, Włochy, Bułgarię, Finlandię, Francję, ZSRR, Hiszpanię, Szwajcarię, Liban, Syrię, Turcję, Egipt i Niemcy. To właśnie podczas podróży Mieczysław Reder realizował swoją pasję fotograficzną. Swoje zdjęcia wykorzystywał w pracy pedagogicznej, a także prelekcji publicznych i pokazach.

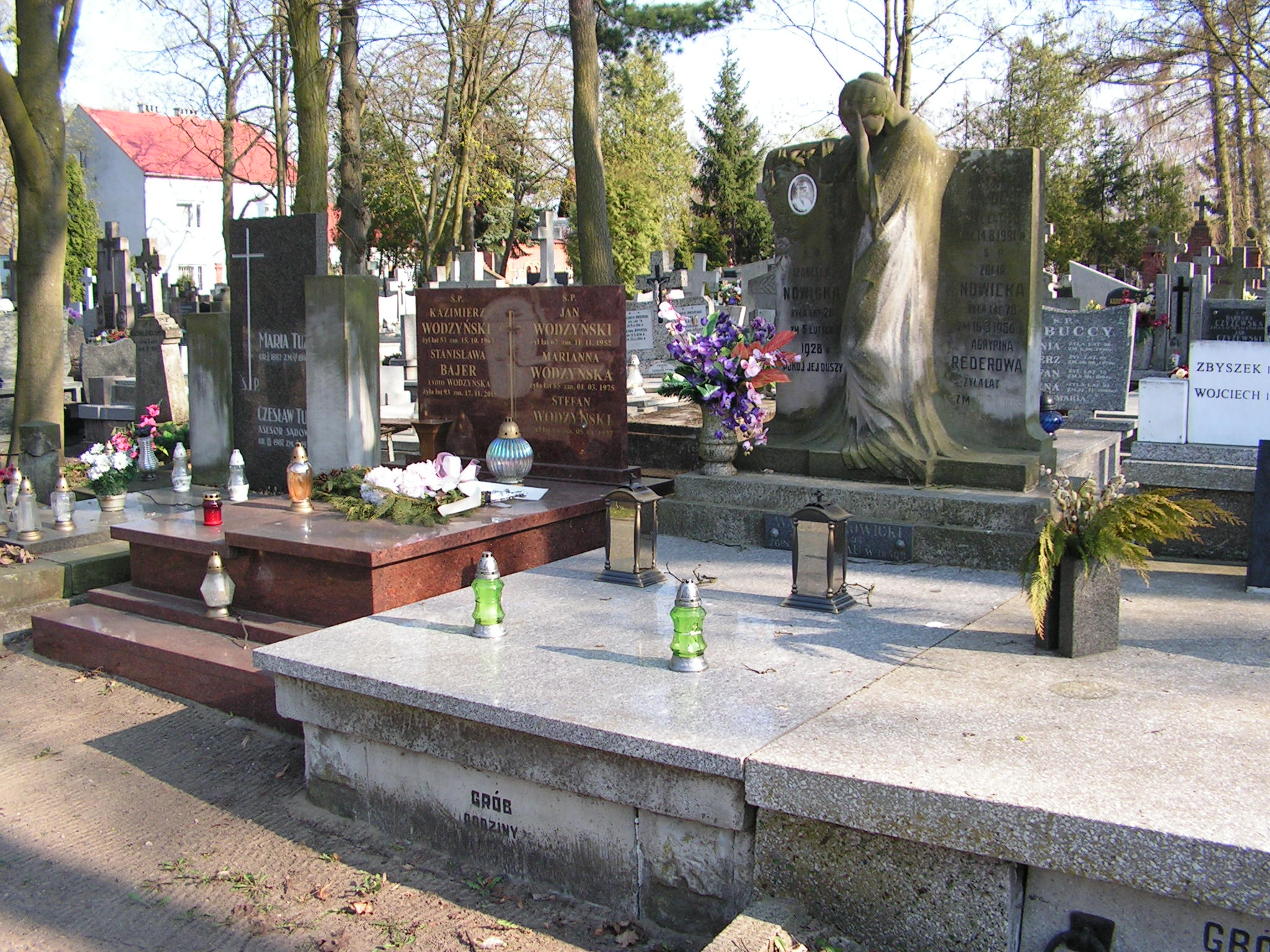
Grób Mieczysława i Agrypiny Rederów na Cmentarzu Komunalnym we Włocławku

Za zasługi na rzecz szkoły, został odznaczony Srebrnym (20 sierpnia 1956 r.) a następnie Złotym Krzyżem Zasługi (6 października 1973 r.). 9 stycznia 1983 r. odznaczono go Krzyżem Kawalerskim Orderu Odrodzenia Polski. Był też wielokrotnie nagradzany z okazji Dnia Nauczyciela.
Był członkiem Polskiej Partii Robotniczej od grudnia 1947 r. Następnie został członkiem Polskiej Zjednoczonej Partii Robotniczej.
Mieczysław Reder zmarł 14 sierpnia 1991 roku we Włocławku. Został pochowany na miejscowym Cmentarzu Komunalnym, w kwaterze 44/1/17.

## Życie prywatne
3 grudnia 1948 r. poślubił Agrypinę Zofię Nowicką, nauczycielkę i łączniczkę Armii Krajowej. Para nie miała dzieci. Rederowie mieszkali przy ul. Łęgskiej 55 we Włocławku. Obecnie w tym miejscu znajduje się Zakład Radioterapii.